# Machteld van Brabant (1200-1267)
Machteld van Brabant (±1200 - 1267) was een dochter van hertog Hendrik I van Brabant en Mathilde van Boulogne.
In 1212 trouwde zij met Hendrik VI van Brunswijk, de Welfische paltsgraaf van de Rijnpalts, die in 1214 overleed. Dit huwelijk was kinderloos.
In 1224 trouwde zij met graaf Floris IV. Uit dit huwelijk werden de volgende kinderen geboren:
- Willem II, opvolger van zijn vader, (tegen)koning van Duitsland
- Floris de Voogd, regent van Holland
- Aleid van Holland, gehuwd met Jan van Avesnes, regentes van Holland na overlijden van Floris
- Margaretha, gehuwd met Herman I van Henneberg-Coburg (1224-1290)

Na de dood van Floris IV in 1234 kwam ze in conflict met haar zwager Willem over het regentschap. In 1235 werd met hulp van de aartsbisschop van Keulen een regeling getroffen waarbij Willem regent van Holland werd.
Na de meerderjarigheid van haar zoon Willem II trok zij zich terug op haar bezittingen in het Westland. Ze woonde in 's-Gravenzande en gaf die plaats stadsrechten. Ze stichtte daar ook een kerk en begijnhof. Machteld werd begraven in het cisterciënzer klooster in Loosduinen, dat zij in 1230 samen met haar man had gesticht. Dit ondanks dat ze in een akte van 1244 had aangegeven dat zij en haar dochters in de abdij van Affligem moesten worden begraven.

## Voorouders
| Voorouders van Machteld van Brabant | Voorouders van Machteld van Brabant                                           | Voorouders van Machteld van Brabant                                           | Voorouders van Machteld van Brabant                                            | Voorouders van Machteld van Brabant                                            | Voorouders van Machteld van Brabant                                       | Voorouders van Machteld van Brabant                                       | Voorouders van Machteld van Brabant                                        | Voorouders van Machteld van Brabant                                        |
| ----------------------------------- | ----------------------------------------------------------------------------- | ----------------------------------------------------------------------------- | ------------------------------------------------------------------------------ | ------------------------------------------------------------------------------ | ------------------------------------------------------------------------- | ------------------------------------------------------------------------- | -------------------------------------------------------------------------- | -------------------------------------------------------------------------- |
| Overgrootouders                     | Godfried II van Leuven (1105-1142) ∞ 1139 Lutgardis van Sulzbach (1115-1163)  | Godfried II van Leuven (1105-1142) ∞ 1139 Lutgardis van Sulzbach (1115-1163)  | Hendrik II van Limburg (1110-1167) ∞ 1136 Mathilde van Saffenburg (±1113–1145) | Hendrik II van Limburg (1110-1167) ∞ 1136 Mathilde van Saffenburg (±1113–1145) | Diederik van de Elzas (1100-1168) ∞ 1139 Sybille van Anjou (1116–1165)    | Diederik van de Elzas (1100-1168) ∞ 1139 Sybille van Anjou (1116–1165)    | Stefanus van Engeland (1096-1154) ∞ 1125 Mathilde van Boulogne (1105-1151) | Stefanus van Engeland (1096-1154) ∞ 1125 Mathilde van Boulogne (1105-1151) |
| Grootouders                         | Godfried III van Leuven (1140-1190) ∞ 1155 Margaretha van Limburg (1135-1172) | Godfried III van Leuven (1140-1190) ∞ 1155 Margaretha van Limburg (1135-1172) | Godfried III van Leuven (1140-1190) ∞ 1155 Margaretha van Limburg (1135-1172)  | Godfried III van Leuven (1140-1190) ∞ 1155 Margaretha van Limburg (1135-1172)  | Mattheüs I van de Elzas (1138-1173) ∞ 1150 Maria van Boulogne (1136-1182) | Mattheüs I van de Elzas (1138-1173) ∞ 1150 Maria van Boulogne (1136-1182) | Mattheüs I van de Elzas (1138-1173) ∞ 1150 Maria van Boulogne (1136-1182)  | Mattheüs I van de Elzas (1138-1173) ∞ 1150 Maria van Boulogne (1136-1182)  |
| Ouders                              | Hendrik I van Brabant (1160-1235) ∞ Mathilde van Boulogne (±1161–1210)        | Hendrik I van Brabant (1160-1235) ∞ Mathilde van Boulogne (±1161–1210)        | Hendrik I van Brabant (1160-1235) ∞ Mathilde van Boulogne (±1161–1210)         | Hendrik I van Brabant (1160-1235) ∞ Mathilde van Boulogne (±1161–1210)         | Hendrik I van Brabant (1160-1235) ∞ Mathilde van Boulogne (±1161–1210)    | Hendrik I van Brabant (1160-1235) ∞ Mathilde van Boulogne (±1161–1210)    | Hendrik I van Brabant (1160-1235) ∞ Mathilde van Boulogne (±1161–1210)     | Hendrik I van Brabant (1160-1235) ∞ Mathilde van Boulogne (±1161–1210)     |
| Machteld van Brabant (1200-1267)    |                                                                               |                                                                               |                                                                                |                                                                                |                                                                           |                                                                           |                                                                            |                                                                            |